# Хей (река)
Хей (англ. Hay River) — река на северо-западе Канады в Альберте, Британской Колумбии и Северо-Западных территориях.

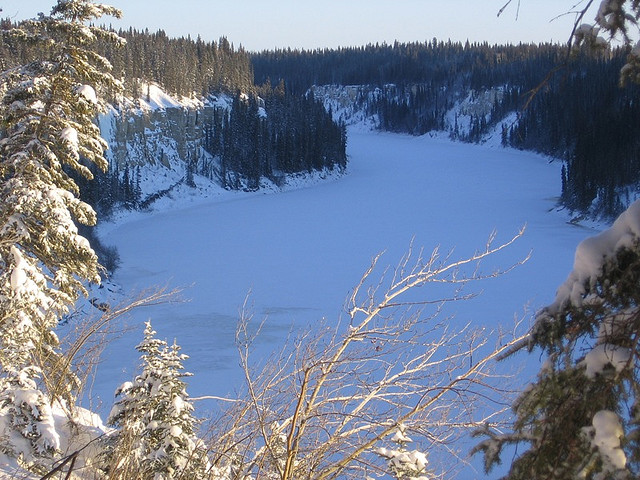
Вид на реку Хей от водопада Александра

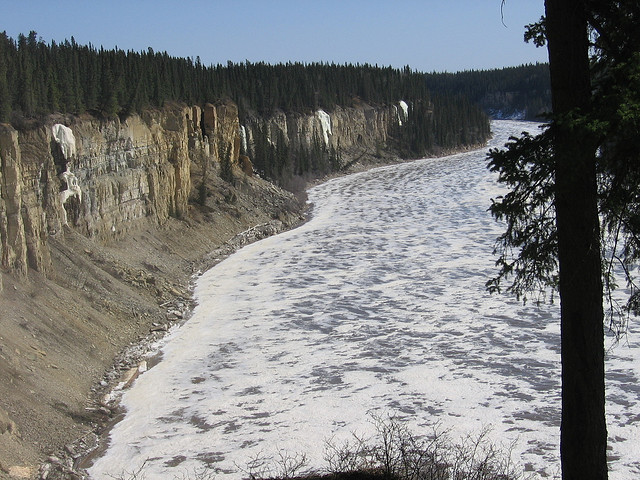
Река Хей близ водопада Александра

## География
Берёт начало в безымянном болотистом озере на северо-западе Альберты, течёт на запад в Британскую Колумбию, там поворачивает на север, затем на восток и возвращается в Альберту, меняет направление на северное, пересекает границу с Северо-Западными территориями и впадает в Большое Невольничье озеро. Длина составляет 702 км, а площадь бассейна равна 48 200 км².
Примерно в 50 км от Большого Невольничьего озера находится водопад Александра. Река Хей прорезает здесь огромное плато и обрывается с высоты 33 метра в глубокое ущелье.
Основные притоки:
- Чинчага
- Меандер
- Стин
- Мелвин
- Литтл-Хей

В бассейне реки находятся озёра Хей, Зейма, Рейнбоу.
Населённые пункты: Рейнбоу-Лейк, Меандер-Ривер, Индиан-Кабинс в Альберте, Энтерпрайз и Хей-Ривер на Северо-Западных территориях.